# كلية بورتسودان التقانية
كلية بورتسودان التقانية هي إحدى كليات جامعة السودان التقانية التابعة لوزارة التعليم العالي والبحث العلمي السودانية وتعنى بتخريج التقنين المؤهلين علمياً وعملياً في مختلف الاختصاصات الهندسية والإدارية والمحاسبية.

## نبذة
الدراسة في هذه الكلية تتكون من ستة فصول دراسية على مدار ثلاثة سنوات والقبول فيها حصراً للطلبة الحاصلين على الشهادة السودانية أو ما يعادلها، والفصل الدراسي الأخير فيها هو التدريب على رأس العمل في المواقع التدريبية المناظرة لاختصاص الطالب.
يتضمن البرنامج الأكاديمي للفصل الدراسي السادس تدريباً عملياً في مواقع العمل لمدة خمسة عشرة إسبوعاً يلتحق خلالها الطالب بالمؤسسات الصناعية والإنتاجية والخدمية كلٌ ضمن تخصصه ليتدرب على العمل الفعلي ضمن الواقع الحقيقي لبيئة العمل واختبار مدى استيفائه للمقررات التي درسها في الفصول الخمسة السابقة حيث يؤدون الأعمال التي يكلفون بها من قبل المؤسسات التي يلتحقون بها، ويخضعون للتعليمات والقوانين التي تعمل بها تلك المؤسسات وبإشراف إحدى المختصين المخلفين من قبلها.

## التاريخ
تأسست كلية بورسودان التقنية في 12 يونيو 2006 وهي إحدى كليات هيئة التعليم التقني التابعة إلى وزارة التعليم العالي والبحث العالمي السودانية وتقع في ولاية البحر الأحمر معتمديةبورسودان منطقة الثورة مربع13 وتم تكليف د.حسين محمد أحمد المشهداني أول عميد لها منذ تأريخ تأسيسها ولحد الآن.
استحدثت الكلية في العام 2006م وتم تعيين أول عميد للكلية عراقي الجنسية هو الدكتور حسين محمد احمد المشهداني، وأول امين شؤون علمية الدكتورة هدى سيد محمد، وأول وكيل للكلية هو الاستاذ الخزين محمد الحسن،
بدأت الكلية مسيرتها بستة أقسام علمية هي هندسة الكهرباء، هندسة السيارات، هندسة الإنتاج، أنظمة الحاسوب، نظم المعلومات المحاسبية، الفندقية والسياحة ، ترأس هذه الأقسام بالترتيب الاستاذ معاوية عبد القادر علي، الدكتور عادل محمد عيسى الدليمي، الاستاذ أبو عبيدة حسن موسى، الدكتور حسين عباس محمد احمد ، الاستاذ علاء الدين عبد الرحمن عثمان الشيخ، الاستاذ طلال محمود شنقراي.
في عام 2009، احتفلت كلية بورتسودان التقنية، بتخريج أول دفعة من طلابها في مجالات الهندسة والحاسوب والفندقة والسياحة.
في العام 2010 تم تكليف الدكتور عادل الدليمي بعمادة الكلية، وبعده كلف الدكتور محجوب علي بابكر بعمادة الكلية
منذ عام 2017، لم يحصل أي خريج علي شهادة الدبلوم التقني.[بحاجة لمصدر]

## الأهداف
- إعداد كوادر تقنية مؤهلة تساهم في عملية التنمية .
- المحافظة علي هيئة تدريبية متميزة .
- استحداث تخصصات علمية تتناسب مع متطلبات التنمية بالبلاد .
- خدمة المجتمع من خلال تمليك المهن والمهارات للفئات التي لم تنل حظا من التعليم النظامي عبر الدورات التدريبية التيتقدمها الكلية .

## المساقات التعليمية

### برنامج الدبلوم التقنى
برنامج الدبلوم التقنى للحاصلين على الشهادة السودانية أو مايعادلها (نجاح)، بالنسبة للتقنيات الهندسية يشترط النجاح في الرياضيات التخصصية، أما تقنية أنظمة الحاسوب فيشترط فيها النجاح في ستة مواد فقط للمساقات العلمية والأدبية والفنية.
=تتميز الدراسة بالجانب العملى والتطبيقى حيث تتراوح الساعات العملية من 60 إلى 70% والساعات النظرية من 30 إلى 40% من إجمالي الساعات الاسبوعية.
=مدة الدراسة ثلاثة سنوات تقسم إلى ستة فصول دراسية، حيث يتضمن الفصل الأخير مشروع التخرج إضافة للتدريب على رأس العمل، وربما يحصل المتخرج على شهادة الدبلوم التقنى في حقل الاختصاص ان وجدت شهادة اصلا علي حد العلم فالخريجين الجدد لم يصدر لهم أي شهادة حتي الآن والسبب غير معروف وذلك منذ عام 2017 .

### برنامج البكلاريوس التقاني
قيد الدراسة...
كم نسبة الدخول لا يوجد معلومات

## إمكانات وقدرات الكلية
تضم الكلية نخبة من هيئة تدريس متمثلة في أساتذة مشاركون ومحاضرين ومساعدى التدريس والتقنيين والمدربين

### الكوادر البشرية
تضم الكلية أكثر من مائة من أعضاء هيئة التدريس والتقنيين والفنيين والمدربين والإداريين.

### التجهيزات
الكلية مجهزة الي حد ما من حيث القاعات والمعامل والورش والوسائل التعليمية تقريبًا لجميع التخصصات الموجودة.

### مساحة الكلية
مساحة الكلية 30.800 متر مربع.
- مساحة الورش 3900 متر مربع.
- مساحة القاعات والمعامل 1080 متر مربع.
- مساحة مبانى الخدمات 1270 متر مربع.
- مساحة مبانى الإدارة 208 متر مربع.

### المكتبة
تمتلك الكلية مكتبة علمية تحتوى على كتب متعدده ومختلفة من أحدث الإصدارات في كل المجالات الهندسية والإدارية والمحاسبية وغيرها مما يتيح لطلاب الكلية فرصة واسعه للاطلاع على المعلومات التي يريدونها. تفتح المكتبة أبوابها من الساعة الثامنة صباحاً وحتى الواحدة ظهرا يومياً

### البرامج التدريبية
توجد بالكلية برامج تدريبية بالتخصصات المذكورة أعلاه، كما توجد برامج تدريبية خاصة وبمواصفات معينة تقع خارج محتوى البرامج التدريبية المذكورة آنفاً، حيث تتراوح مدة البرامج والدورات التدريبية من إسبوع إلى أربعة أشهر حسب نوع البرنامج.

### الفعاليات الإنتاجية
تقوم الكلية بجانب المهام التقنية الهندسية بخدمات إنتاجية للمجتمع مقابل عائد مادى، وذلك كاستقلال لقدرات الكلية من عاملين وطلاب وأجهزة وورش ومعدات وغيرها.